# Phanocloidea
Phanocloidea is een geslacht van Phasmatodea uit de familie Diapheromeridae. De wetenschappelijke naam van dit geslacht is voor het eerst geldig gepubliceerd in 2001 door Zompro.

## Soorten
Het geslacht Phanocloidea omvat de volgende soorten:
- Phanocloidea aequatorialis (Redtenbacher, 1908)
- Phanocloidea fabricii (Brock, 2000)
- Phanocloidea freygessneri (Redtenbacher, 1908)
- Phanocloidea globocephala Conle, Hennemann & Gutiérrez, 2011
- Phanocloidea ibaguena (Giglio-Tos, 1910)
- Phanocloidea laevigata Conle, Hennemann & Gutiérrez, 2011
- Phanocloidea lanceolata Conle, Hennemann & Gutiérrez, 2011
- Phanocloidea monticola (Carl, 1913)
- Phanocloidea muricata (Burmeister, 1838)
- Phanocloidea nodulosa (Redtenbacher, 1908)
- Phanocloidea redtenbacheri (Brock, 1998)
- Phanocloidea rufopecta (Redtenbacher, 1908)
- Phanocloidea sagitta Conle, Hennemann & Gutiérrez, 2011
- Phanocloidea satyr (Redtenbacher, 1908)
- Phanocloidea schulthessi (Redtenbacher, 1908)
- Phanocloidea segmentaria (Redtenbacher, 1908)
- Phanocloidea squeleton (Olivier, 1792)